# Shahrestān-e Omīdīyeh
Shahrestān-e Omīdīyeh (persiska: شهرستان اميديه, اميديه) är en delprovins (shahrestan) i Iran.   Den ligger i provinsen Khuzestan, i den centrala delen av landet, 600 km söder om huvudstaden Teheran.
Delprovinsen hade 92 335 invånare 2016.